# 殷芸
殷 芸（いん うん、471年 - 529年）は、南朝斉から梁にかけての官僚。字は灌蔬。本貫は陳郡長平県。

## 経歴
才気にすぐれ、些細な行いに拘らなかった。交遊は少なく、学問に精励して、群書に広く通じた。幼くして廬江郡の何憲と面会すると、大層感心されて賞賛を受けた。南朝斉の永明年間、宜都王蕭鏗の下で行参軍をつとめた。南朝梁の天監初年、西中郎主簿となり、臨川王蕭宏の下で後軍記室をつとめた。天監7年（508年）、通直散騎侍郎に転じ、中書通事舎人を兼ねた。天監10年（511年）、通直散騎侍郎に任じられ、尚書左丞を兼ねた。さらに中書舎人を兼ねた。国子博士に転じ、昭明太子蕭統の下で侍読をつとめた。豫章王蕭綜の下で西中郎長史となり、丹陽尹丞を兼ねた。通直散騎常侍・秘書監・司徒左長史を歴任した。普通6年（525年）、東宮学士省に宿直した。
大通3年（529年）、死去した。享年は59。

## 伝記資料
- 『梁書』巻41 列伝第35
- 『南史』巻60 列伝第50